# Culture Pub
Ne doit pas être confondu avec Culture Club.

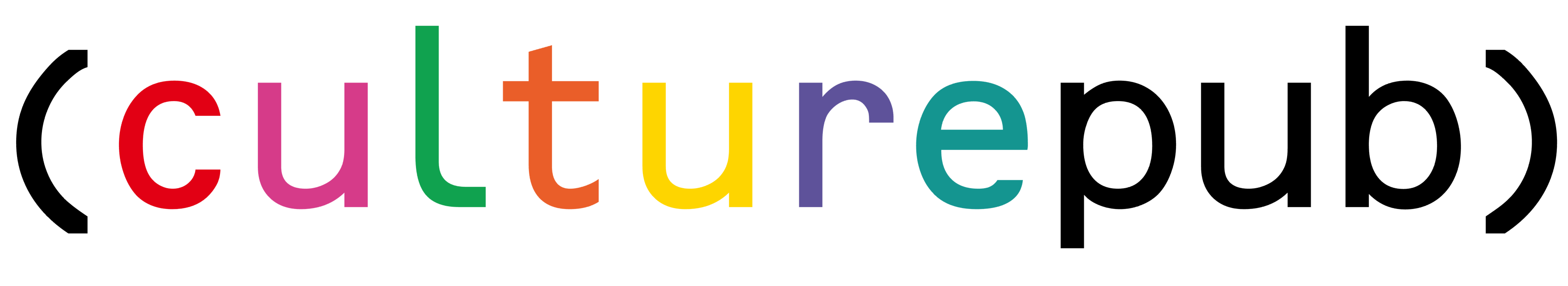
Ce logo Culture Pub est une reproduction fidèle à l'original par Gédéon (1994)

Culture Pub, d'abord intitulée Ondes de choc, est une émission de télévision française. Conçue par Christian Blachas et Anne Magnien, qui l'ont coprésentée pendant de nombreuses années, l'émission est à la fois une histoire et une analyse de la publicité à la télévision. Le magazine de la publicité est diffusé sur M6 d'octobre 1987 à juin 1989. 
À ce jour, Culture Pub demeure un exemple unique d'émission de télévision ayant pour vocation d'analyser et de commenter la publicité avec un ton volontiers critique, mais aussi humoristique, et cela sur une chaîne commerciale financée par la publicité.
Son générique, composé par Bruno Alexiu, détournait des logotypes de marques commerciales renommées, où le nom de celles-ci était remplacé par le titre de l'émission. Ce générique fut conservé sur toutes les émissions, à quelques arrangements mineurs près, quel que soit le support et la chaîne de diffusion. Le célèbre "Badoumba" que l'on y entend a été repris par la suite pour le titre d'une émission sur internet en 2015.
Culture Pub était produite par CBTV, filiale du groupe Com&Co dirigé par Dulce Figueiredo. Durant ses 19 ans d'existence, l'émission s'est assurée la collaboration de journalistes et réalisateurs aussi divers que Pascale Clark, Didier Porte, Philippe Guérin, Véronique Jacquinet, Pierre Carles, Isabelle Motrot, Alex Taylor, Marie Colmant, Emmanuel Chain, Laurent Weil, Sonia Bellancourt, Stéphane de Rosnay, 

## Histoire
À l'origine en 1986, le projet était destiné à Canal+ qui n'avait pas les moyens de la diffuser. Diffusée sur Paris Première, elle est adoptée par M6 en 1987 et en devient une des émissions emblématiques. 
L'émission est diffusée chaque vendredi à 23h puis chaque dimanche en fin de soirée, après les magazines Capital ou Zone interdite selon les semaines. Renommée Culture Pub, l'émission fut diffusée chaque dimanche sur M6 du 24 septembre 1989 au 5 juin 2005.
Elle est devenue mensuelle en 2002 et est programmée en alternance avec Secrets d'actualité.
Le dimanche 5 juin 2005, la diffusion de l'émission est arrêtée par M6 au motif que la chaîne souhaite se concentrer sur un public plus large et familial qu'à ses origines. Par ailleurs, à la même période, M6 a mis fin le 24 juillet 2005, aux films érotiques qui étaient diffusés la nuit du dimanche au lundi dans la tranche horaire qui suivait Culture Pub. Néanmoins l'arrêt de Culture Pub semble motivé par un divorce éditorial entre la chaîne et la production de l'émission, les cas de litiges et de censure par la direction de M6 s'étant multipliés durant les dernières années d'existence de l'émission.
Le concept a en partie été exporté par Christian Blachas sur la chaîne câblée Planète, d'une part, sous le nom de Planète Pub. La diffusion de l'émission, ayant eu lieu du 7 novembre 2005 au 17 décembre 2007, reprenant le concept de Culture Pub, mais sans présentateur et avec un contenu plus léger et un ton beaucoup moins mordant. 
L'émission a été relancée en 2007 sur le site culturepub.fr et fut diffusée sur NT1 du 24 février 2008 jusqu'au 13 mai 2012. Le 14 mai 2012, NT1 a annoncé ne pas vouloir renouveler l'émission. À la suite de sa relance sur internet, l'émission est de nouveau programmée à la télévision depuis le dimanche 24 février 2008, sur la chaîne de TNT gratuite NT1. Elle fut coprésentée par Christian Blachas et Charlotte Bricard jusqu'en 2011. Au décès de Christian Blachas le dimanche 5 février 2012, Charlotte Bricard fut la seule présentatrice de l'émission. 
Le 12 septembre 2015, l'émission revient sur BFM Business dans une nouvelle version, mais gardant les rubriques cultes comme la saga.

## Déclinaisons

### Magazine
Le concept de Culture Pub est à l'origine d'une déclinaison de l'émission en presse magazine : Culturepubmag a été créé en 2000 par la société CB News et le groupe M6. Le magazine, qui avait pour rédacteur en chef Vladimir Donn, a suspendu sa diffusion après seulement un an d'existence (5 numéros), à cause notamment du manque d'annonceurs publicitaires et malgré des ventes satisfaisantes.

### Site web
Sur Internet, à partir de novembre 2007, un site reprend le nom de l'émission et promet la mise en ligne de ce que Christian Blachas revendique comme étant « la plus grande vidéothèque publicitaire du monde ». À terme, cinquante mille publicités françaises et étrangères, tirées des archives collectées par la société de production CBTV au cours des vingt dernières années, y seront présentées et compilées par thématiques. Ce site, entièrement gratuit, est aussi et surtout le support d'une nouvelle version de l'émission, toujours présentée par Christian Blachas et repensée selon les contraintes posées par ce média.

## Présentateurs
- 1986-1995 : Christian Blachas et Anne Magnien
- 1995-1997 : Christian Blachas et l'équipe (Vladimir Donn, Sonia Bellancourt, Juliette Desmarescaux, Thomas Hervé, Audrey Chaouat, Remy Deveze,
- 1997-2004 : Christian Blachas et Thomas Hervé
- 2004-2005 : Christian Blachas, Faustine Bollaert et Audrey Dana.
- 26 novembre 2007 - 18 décembre 2011 (sur Internet) : Christian Blachas
- 2008-2009 (sur NT1) : Christian Blachas
- 2009-2011 (sur NT1) : Christian Blachas et Charlotte Bricard
- 2012 (sur NT1) : Charlotte Bricard

## Rédacteurs en chef
- Anne Magnien (1986-1995)
- Vladimir Donn (1995-2001)
- Olivier Domerc (2001-2005)
- Benjamin Bloch (2007-2012)